# Chimera (mitologia)

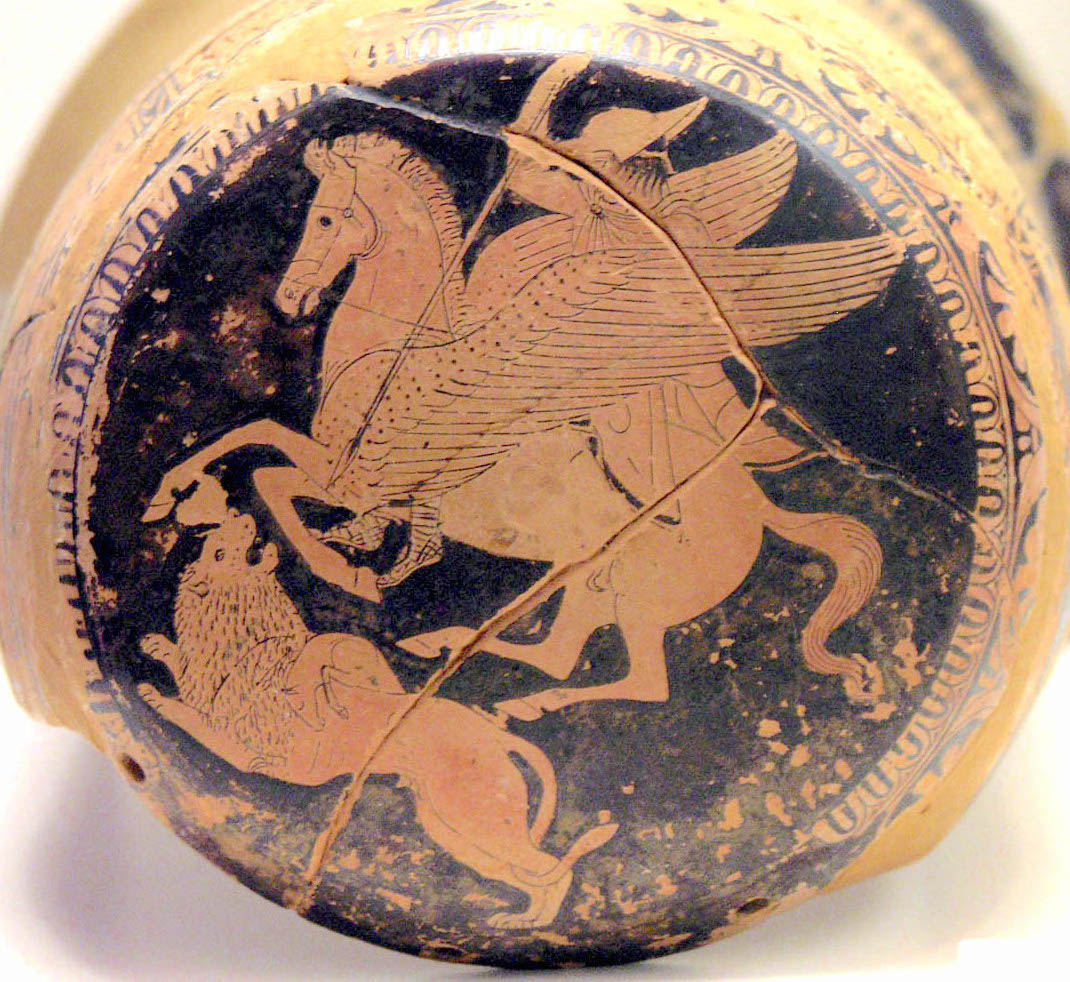
Walka Bellerofonta z Chimerą, V w. p.n.e.

Chimera (lub Chimajra, gr. Χίμαιρα Chímaira, łac. Chimaera) – ziejący ogniem potwór pochodzący z mitologii greckiej, dziecko Tyfona i Echidny. Przyjmuje się najczęściej, że miała głowę lwa, ciało kozy i ogon węża. Z powodu jej dziwnej budowy, utworzono przymiotnik chimeryczny, określający coś, co jest wysoce nierzeczywiste, wydumane albo też mające kapryśną naturę. Również od niej pochodzi termin z genetyki oznaczający organizm zbudowany z komórek różniących się genetycznie.

## Mitologiczne opisy
Opisy w różny sposób przedstawiają tego potwora. Np. w Iliadzie czytamy, iż to Amisodar, król Licji:
straszną Chimajrę
niegdyś na zło ludzi wielu wykarmił i wyhodował.
(Iliada 16,328-329)
Gdzie indziej widzimy:
Chimajrę niepokonaną,
która swój ród wywodziła od bogów, a nie od ludzi.
Z przodu lwem była, od tyłu wężem, a kozą pośrodku,
strasznie zionącą potężnym, płomiennym ogniem zagłady.
(Iliada 6,180-182)
Inne opisy mówią o stworze o dwóch głowach kozy i lwa oraz o ogonie węża czy smoka.
Została pokonana przez Bellerofonta na skrzydlatym koniu – Pegazie, który „zabił Chimajrę, ufając bożym wyrokom” (Iliada 6,183) na rozkaz Jobatesa, króla Licji. Bellerofont przeleciał nad Chimajrą, rażąc ją strzałami z łuku, po czym udało mu się wrazić Chimajrze oszczep w gardło. Pocisk miał ostrze z ołowiu, który stopił się w ogniu buchającym z paszczy i zalał jej wnętrzności.
Zdaniem R. Gravesa, Chimajra była symbolem trójdzielnego roku Wielkiej Bogini – lew oznaczał wiosnę, koza – lato, a wąż – zimę.

### W kulturze popularnej
Chimera występuje w wielu grach komputerowych m.in. Heroes of Might and Magic (jako potwór z głową lwa, skrzydłami nietoperza i kolcem skorpiona), S.T.A.L.K.E.R. (jako potwór o dwóch głowach), Age of Mythology (jako potwór z głową lwa, kozy i węża zionącym ogniem), Arena Albionu (jako monstrum blokujące wejście do groty lwa) lub też w Warcrafcie III (dwugłowy smok plujący żrącym kwasem lub błyskawicami), God of War (głowa kozy, pod nią lwia paszcza oraz ogon-wąż), Dragon’s Dogma (głowa lwa na karku głowa kozy i wężowy ogon).
W cyklu Harry Potter Chimera strzegła wejścia do gabinetu dyrektora Hogwartu. Przepuszczała tylko tego, kto podał jej hasło.
W książce Percy Jackson i Bogowie Olimpijscy – Złodziej Pioruna sam bohater, Perseusz, walczył z Chimerą.